# Adela jeszcze nie jadła kolacji
Adela jeszcze nie jadła kolacji (cz. Adéla ještě nevečeřela) – czechosłowacka komedia filmowa z 1978 roku, parodia filmu kryminalnego. Do Pragi przybywa amerykański detektyw Nick Carter prowadzący śledztwo w sprawie tajemniczej, mięsożernej rośliny.

## Obsada
- Michal Dočolomanský jako Nick Carter / Matejka
- Miloš Kopecký jako von Kratzmar
- Ladislav Pešek jako profesor Boček
- Naďa Konvalinková jako Květuška Bočkova
- Květa Fialová jako hrabina Thunová
- Rudolf Hrušínský jako komisarz Ledvina
- Helena Růžičková jako kwiaciarka
- Olga Schoberová jako Karin
- Vladimír Hrubý jako pilot